# Xanthocastnia
Xanthocastnia är ett släkte av fjärilar. Xanthocastnia ingår i familjen Castniidae.
Kladogram enligt Catalogue of Life:
| Xanthocastnia | \| \| Xanthocastnia amazona \| \| \| \| \| \| Xanthocastnia anerythra \| \| \| \| \| \| Xanthocastnia cuyabensis \| \| \| \| \| \| Xanthocastnia dardanus \| \| \| \| \| \| Xanthocastnia euphrosyne \| \| \| \| \| \| Xanthocastnia evalthe \| \| \| \| \| \| Xanthocastnia evaltheformis \| \| \| \| \| \| Xanthocastnia evalthoides \| \| \| \| \| \| Xanthocastnia evalthonida \| \| \| \| \| \| Xanthocastnia flexifasciata \| \| \| \| \| \| Xanthocastnia intermedia \| \| \| \| \| \| Xanthocastnia pertyi \| \| \| \| \| \| Xanthocastnia quadrata \| \| \| \| \| \| Xanthocastnia wagneri \| \| \| \| \| \| Xanthocastnia vicina \| \| \| \| \| \| Xanthocastnia vicinoides \| \| \| \| \| \| Xanthocastnia viryi \| \| \| \| |
|               | \| \| Xanthocastnia amazona \| \| \| \| \| \| Xanthocastnia anerythra \| \| \| \| \| \| Xanthocastnia cuyabensis \| \| \| \| \| \| Xanthocastnia dardanus \| \| \| \| \| \| Xanthocastnia euphrosyne \| \| \| \| \| \| Xanthocastnia evalthe \| \| \| \| \| \| Xanthocastnia evaltheformis \| \| \| \| \| \| Xanthocastnia evalthoides \| \| \| \| \| \| Xanthocastnia evalthonida \| \| \| \| \| \| Xanthocastnia flexifasciata \| \| \| \| \| \| Xanthocastnia intermedia \| \| \| \| \| \| Xanthocastnia pertyi \| \| \| \| \| \| Xanthocastnia quadrata \| \| \| \| \| \| Xanthocastnia wagneri \| \| \| \| \| \| Xanthocastnia vicina \| \| \| \| \| \| Xanthocastnia vicinoides \| \| \| \| \| \| Xanthocastnia viryi \| \| \| \| |
|               | Xanthocastnia amazona |
|               | |
|               | Xanthocastnia anerythra |
|               | |
|               | Xanthocastnia cuyabensis |
|               | |
|               | Xanthocastnia dardanus |
|               | |
|               | Xanthocastnia euphrosyne |
|               | |
|               | Xanthocastnia evalthe |
|               | |
|               | Xanthocastnia evaltheformis |
|               | |
|               | Xanthocastnia evalthoides |
|               | |
|               | Xanthocastnia evalthonida |
|               | |
|               | Xanthocastnia flexifasciata |
|               | |
|               | Xanthocastnia intermedia |
|               | |
|               | Xanthocastnia pertyi |
|               | |
|               | Xanthocastnia quadrata |
|               | |
|               | Xanthocastnia wagneri |
|               | |
|               | Xanthocastnia vicina |
|               | |
|               | Xanthocastnia vicinoides |
|               | |
|               | Xanthocastnia viryi |
|               | |

## Bildgalleri

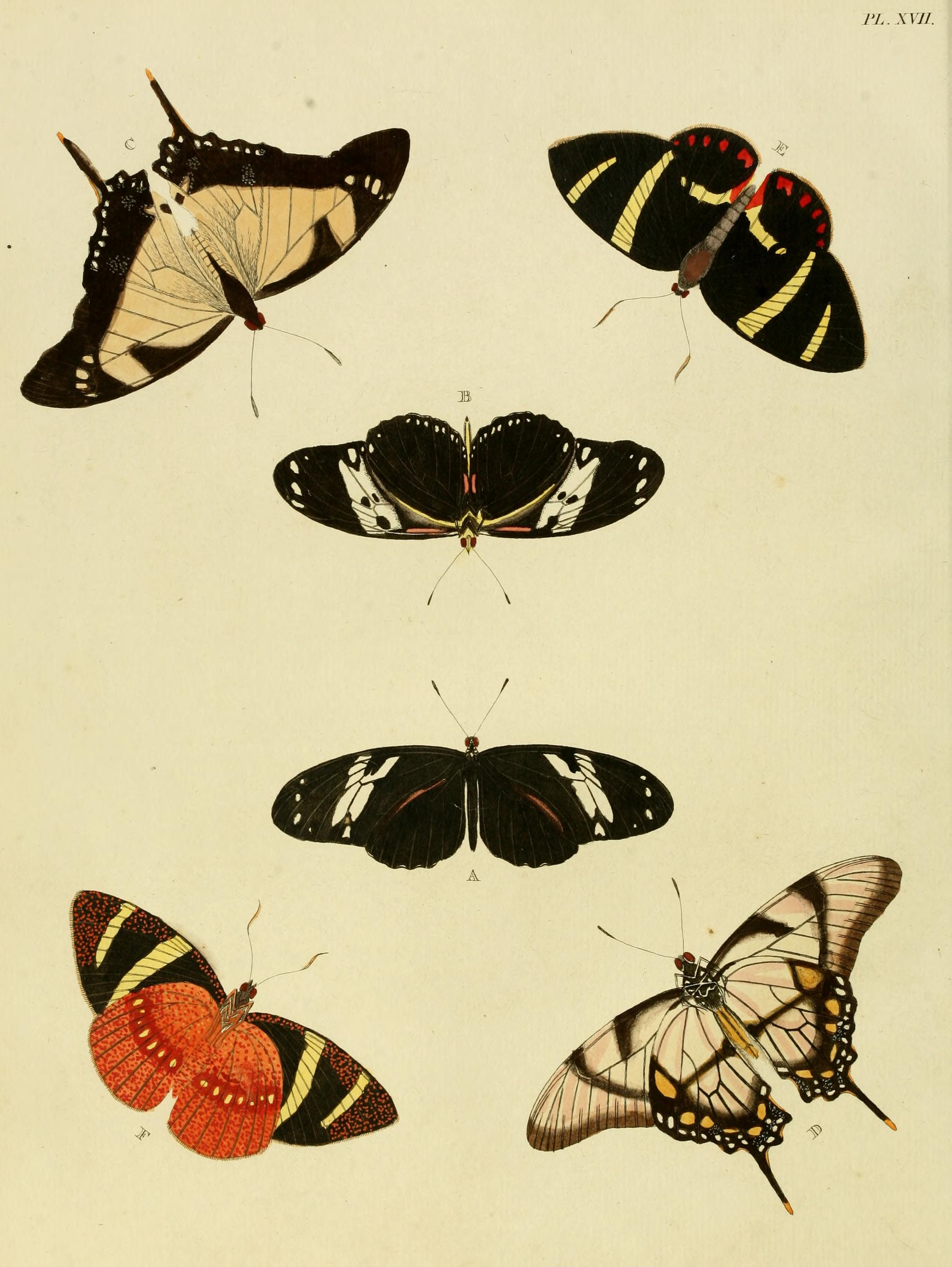